# Александрово (област Бургас)
 За останалите български села с това име вижте Александрово.  
Алекса̀ндрово е село в Югоизточна България, община Поморие, област Бургас.

## География
Село Александрово се намира на около 25 km север-североизточно от областния център Бургас, 15 km северно от общинския център Поморие и 11 km запад-северозападно от град Несебър. Разположено е в източното подножие на Айтоска планина, по десния (южния) долинен склон на река Ахелой, върху терен с наклон на север, към течащата покрай него река. Надморската височина в селото при църквата Света Троица е около 79 m.
Северозападно покрай селото минава третокласният републикански път III-906, правещ връзки с първокласния републикански път I-9 (Бургас – Варна) двукратно – на юг през град Каблешково и нататък до Бургас, а на север през Дюлинския проход– при варненското село Юнец.
Землището на село Александрово граничи със землищата на: село Порòй на запад и северозапад; село Оризаре на север и североизток; село Тънково на изток; град Каблешково на югоизток; село Медово на юг.
На около 2,5 km северно се намира язовир Порой, построен на Хаджийска река, малка част от който в югоизточната му част при язовирната стена попада в землището на село Александрово.
Числеността на населението на село Александрово по данните от преброяванията от 1934 г. насам се променя както следва:
| \| Година на преброяване \| Численост \| \| --------------------- \| --------- \| \| 1934 \| 350 \| \| 1946 \| 364 \| \| 1956 \| 286 \| \| 1965 \| 274 \| \| 1975 \| 203 \| \| 1985 \| 154 \| \| 1992 \| 115 \| \| 2001 \| 106 \| \| 2011 \| 102 \| \| 2021 \| 138 \| |           |
| Година на преброяване | Численост |
| 1934 | 350       |
| 1946 | 364       |
| 1956 | 286       |
| 1965 | 274       |
| 1975 | 203       |
| 1985 | 154       |
| 1992 | 115       |
| 2001 | 106       |
| 2011 | 102       |
| 2021 | 138       |

Етническият състав на населението по численост и дял на етническите групи според преброяването през 2011 г. е:
| Етнически групи     | Численост |
| Общо                | 102       |
| Българи             | 95        |
| Турци               | ...       |
| Цигани              | 0         |
| Други               | ...       |
| Не се самоопределят | 0         |
| Не отговорили       | 4         |

## История
След Руско-турската война (1877 – 1878 г.) по Берлинския договор 1878 г. селото – тогава с име Кара̀ кая̀ (от турски език „черната скала“) – остава в Източна Румелия; присъединено е към България след Съединението 1885 г. Преименувано е на Александрово от сливенския епископ през 1880 г.
Училище в село Александрово има от 1880-те или 1890-те години (по предположение въз основа на данни в съхранени архивни документи от 1895 г. нататък. Народно начално училище в село Александрово съществува от 1902 г. Разкрито е в стара сграда, която по-късно се ползва от читалището. През 1929 г. по инициатива на местното общество се решава да бъде построено ново училище. След 1949 г. започва изселване от селото, като броят на учениците намалява, което налага закриването на училището. За продължаването на образованието на децата от село Александрово те са извозвани до училището в Каблешково и обратно.
Православната църква „Света Троица“ е основана през 2008 г.
Читалище в село Александрово е учредено по инициатива на членовете на пенсионерския клуб в селото на 14 май 2013 г. Старата читалищна сграда, в която по това време се помещават кметството и пенсионерският клуб, вече се използва и по предназначението ѝ. Името на новото читалище е „Здравец – 2013".

## Религия
В село Александрово се изповядва православно християнство.

## Обществени институции
Изпълнителната власт в село Александрово към 2024 г. се упражнява от кметски наместник.
В селото към 2024 г. има действащо читалище „Здравец - 2013 г.“ и Клуб на пенсионера.

## Личности
- Николина Керчева Иванова – родена на 22 януари 1945 г. в село Гълъбец, Поморийско. Завършва полувисшия учителски институт „Христо Ботев“ в град Бургас и придобива правоспособност детска учителка. Завършва задочно Висшия педагогически институт – Благоевград[17] като магистър по предучилищна педагогика. Има втора професионално-квалификационна степен и висше педагогическо образование. Работила е последователно като детска учителка, педагог към детски ясли, методист, директор на Целодневна детска градина (ЦДГ) „Златна рибка“ и директор на ЦДГ „Райна Княгиня“ в град Бургас. Съавтор е на две програми по екология към община Бургас. Има 43 години педагогически стаж. Омъжена и живее в село Александрово. Продължава да работи като организатор на културни дейности при Народно читалище „Здравец – 2013“ в селото. Автор е на книгата „Село Александрово, Бургаска област“ (2019 г.) – исторически очерк за село Александрово.[16]